# Jezioro Karaśne
Jezioro Karaśne – jezioro eutroficzne, najmniejsze jezioro położone na terenie Poleskiego Parku Narodowego (gmina Urszulin, powiat włodawski, województwo lubelskie).

## Charakterystyka
Jezioro należy do zanikających. W latach 50. XX wieku miało powierzchnię 7 hektarów, jednak badania z 1994 wykazały zmniejszenie się powierzchni lustra wody do 2,7 hektara, z tendencją do dalszego kurczenia. Misa jeziorna jest płaska, wyścielona namułami organicznymi o dużej miąższości. Głębokość maksymalna wynosi 0,45 m, jednak najczęściej oscyluje w granicach 0,25-0,35 m. W wodzie rozpuszczone są substancje humusowe, więc jest ona słabo przezroczysta. Dostęp z brzegów jest utrudniony (szuwary i torfowiska ze wszystkich stron).

## Przyroda
Akwen otoczony był pierścieniem splei o szerokości około 120-130 m, porośniętej torfowcami i niską roślinnością. W latach 70. XX wieku został mocno odwodniony, w wyniku czego zewnętrzne partie splei osiadły na gytii dennej.
W 1994 w jeziorze i na przyległym terenie stwierdzono występowanie roślin w pięciu klasach, dwunastu zespołach i jednym zbiorowisku roślinnym. Nie odbiegały one od wyników fitocenotycznych z innych rejonów Polski. Z uwagi na wypłycenie akwenu nie ma tu warunków dla znacznego rozwoju roślinności wodnej. największe rozprzestrzenienie wykazuje asocjacja Charetum vulgaris. Dobre warunki do rozwoju ma natomiast roślinność szuwarowa (szuwar właściwy w trzech zespołach: Scirpetum lacustris, Typhetum latifoliae oraz Equistetum limosi oraz szuwar turzycowy także w trzech zespołach: Caricetum gracilis, Caricetum rostratae i Caricetum paradoxae). Otacza ona całe jezioro nieregularnym pasem. Od wschodu i południowego wschodu do akwenu przylegają łąki zespołu Molinietum medioeuropaeum.
Na terenie jeziora i przyległych obszarów oznaczono sześć roślin rzadkich. Były to: kruszczyk błotny (dość liczny w północnej i wschodniej części), buławnik czerwony (pojedyncze okazy w północnej części), gniadosz królewski (pojedyncze okazy), rosiczka okrągłolistna (masowo na torfowiskach), wierzba lapońska (kilka sztuk) i torfowiec frędzlowany (dość rzadki).

## Turystyka
W odległości ok. 250 m na wschód od jeziora przebiega  czerwony szlak turystyczny z Urszulina do Starego Załucza.